# ساگاوا اکسپرس
ساگاوا اکسپرس (انگلیسی: Sagawa Express) شرکت املاک ژاپنی است، که در سال ۲۰۰۶ تأسیس شد.